# Zamboanga del Norte
Zamboanga del Norte is een provincie van de Filipijnen in het noordwesten van de eilandengroep Mindanao op het Zamboanga-schiereiland. De provincie maakt deel uit van regio IX (Zamboanga Peninsula). De hoofdstad van de provincie is Dipolog. Bij de census van 2015 telde de provincie ruim 1011 duizend inwoners.

## Geografie

### Bestuurlijke indeling
Zamboanga del Norte bestaat uit 2 steden en 25 gemeenten.

#### Steden
- Dapitan
- Dipolog

#### Gemeenten
| - Bacungan - Baliguian - Godod - Gutalac - Jose Dalman - Kalawit - Katipunan - La Libertad - Labason - Liloy - Manukan - Mutia - Piñan | - Polanco - Pres. Manuel A. Roxas - Rizal - Salug - Sergio Osmeña Sr. - Siayan - Sibuco - Sibutad - Sindangan - Siocon - Sirawai - Tampilisan |

Deze steden en gemeenten zijn weer verder onderverdeeld in 691 barangays.

## Demografie
Zamboanga del Norte had bij de census van 2015 een inwoneraantal van 1.011.393 mensen. Dit waren 53.396 mensen (5,6%) meer dan bij de vorige census van 2010. Ten opzichte van de census van 2000 was het aantal inwoners gegroeid met 188.263 mensen (22,9%). De gemiddelde jaarlijkse groei in die periode kwam daarmee uit op 1,04%, hetgeen lager was dan het landelijk jaarlijks gemiddelde over deze periode (1,72%).

De bevolkingsdichtheid van Zamboanga del Norte was ten tijde van de laatste census, met 1.011.393 inwoners op 7301 km², 138,5 mensen per km².

## Economie
Zamboanga del Norte is een arme provincie. Uit cijfers van het National Statistical Coordination Board (NSCB) uit het jaar 2003 blijkt dat 68,5% (10.871 mensen) onder de armoedegrens leefde. In het jaar 2000 was dit nog 53,3%. Daarmee staat Zamboanga del Norte 1e op de lijst van provincies met de meeste mensen onder de armoedegrens. Van alle 79 provincies staat Zamboanga del Norte bovendien 1e op de lijst van provincies met de ergste armoede..